# Zodarion beticum
Zodarion beticum là một loài nhện trong họ Zodariidae.
Loài này thuộc chi Zodarion. Zodarion beticum được J. Denis miêu tả năm 1957.